# Geschubde mierpitta
De geschubde mierpitta (Grallaria squamigera) is een zangvogel uit de familie Grallariidae (miervogels).

## Verspreiding en leefgebied
Deze soort komt voor van Venezuela tot Bolivia en telt twee ondersoorten:
- G. s. squamigera: Colombia, westelijk Venezuela en Ecuador.
- G. s. canicauda: zuidoostelijk Ecuador, oostelijk Peru en westelijk Bolivia.